# Skeleton Technologies

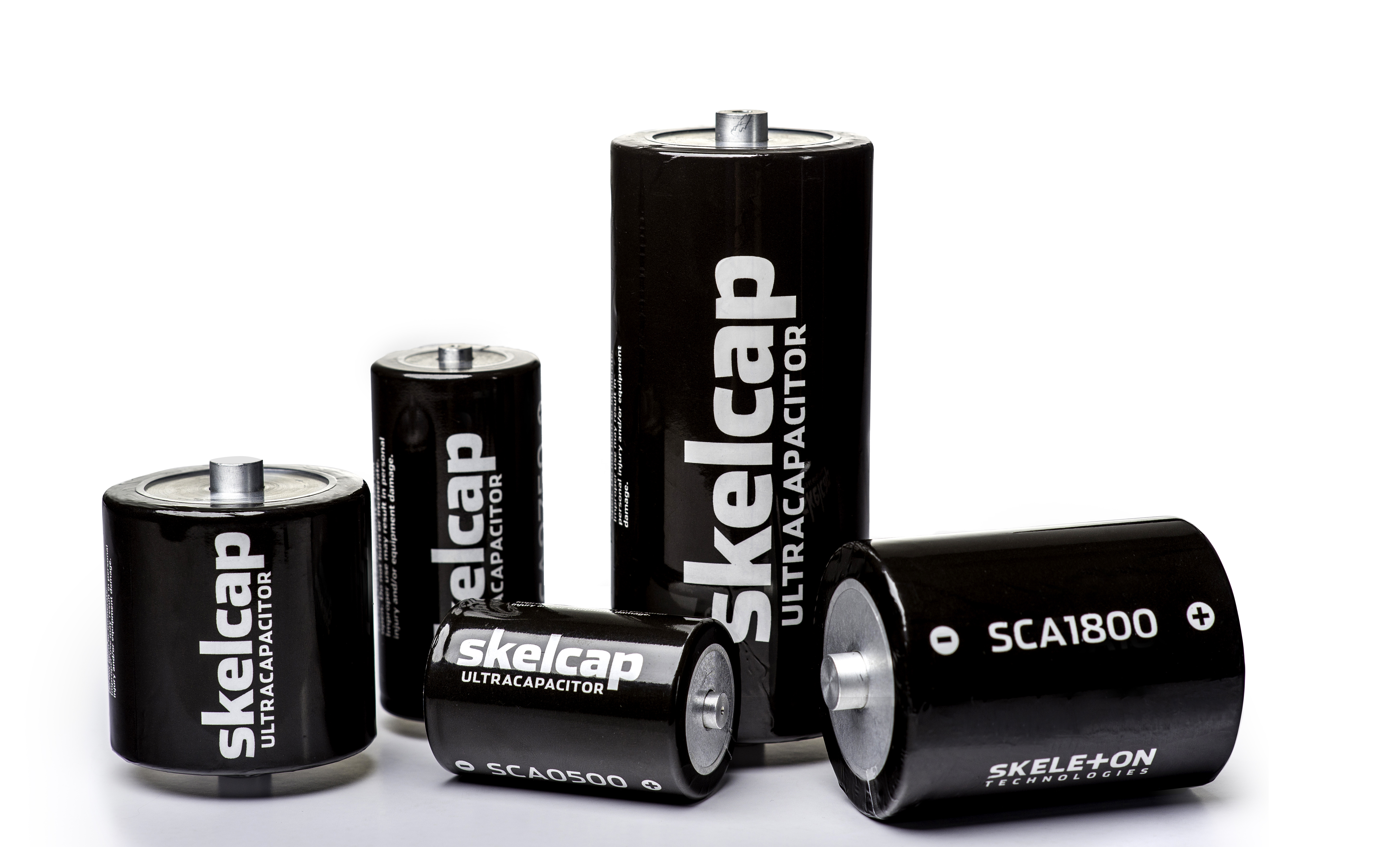
Von Skeleton Technologies hergestellte Ultrakondensatoren

Die Skeleton Technologies GmbH ist ein Entwickler und Hersteller von Energiespeichern für Transport-, Netz-, Automobil- und Industrieanwendungen. Skeleton verwendet gebogenes Graphen, um Lösungen für den Energiespeichermarkt zu produzieren, darunter Hochleistungs-Superkondensatoren und Hochenergie-Festkörperbatterien.

## Über
Skeleton wurde 2009 von Oliver Ahlberg, Taavi Madiberk, Dr. Jaan Leis und Dr. Anti Perkson gegründet, als sie mit der Entwicklung von graphen-basierten Superkondensatoren begannen. Inzwischen beschäftigt das Unternehmen an seinen verschiedenen Standorten über 300 Mitarbeiter. Skeleton ist in Deutschland und Estland tätig. In Deutschland betreibt das Unternehmen eine Materialentwicklungsanlage für gebogenes Graphen in Bitterfeld-Wolfen sowie eine Superkondensatorfabrik in Großröhrsdorf in der Nähe von Dresden. Skeleton baut außerdem in Zusammenarbeit mit Siemens eine weitere Fabrik für Superkondensatoren in Markranstädt in der Nähe von Leipzig.
Derzeit ist Skeleton Zulieferer für eine Reihe globaler Erstausrüster in den Bereichen Automobil, Transport, Stromnetze und weitere industrielle Anwendungen wie Siemens, Škoda und Hitachi. Skeleton ist auch Mitglied der European Battery Alliance, einer Industriegruppe mit über 750 Mitgliedern, die sich auf die Entwicklung einer europäischen Wertschöpfungskette für Batterien konzentriert.

## Geschichte

### 2009–2012: Erste Produktion
Skeleton Technologies wurde 2009 mit dem Ziel gegründet, Superkondensatoren auf Graphenbasis zu entwickeln. Im Jahr 2011 begann das Unternehmen im Rahmen eines Auftrags der Europäischen Weltraumorganisation mit der Entwicklung von SpaceCap, einem Kondensator, der auf dem von Skeleton entwickelten Material Carbon Derived Carbon basiert. Im Jahr 2012 brachte Skeleton seine erste kommerzielle Produktserie auf den Markt.

### 2013–2016: Erste Investoren, Herstellung und Auszeichnungen
Im Jahr 2013 wurde Skeleton Technologies in Deutschland erstmals als GmbH gegründet. Im selben Jahr erhielt das Unternehmen seine erste Finanzierungstranche in Höhe von 2,2 Millionen Euro in der ersten Finanzierungsrunde.
Im Jahr 2014 eröffnete das Unternehmen seine erste Produktionsstätte in Viimsi, Estland, und nahm dort den Betrieb auf. Das Unternehmen nahm am Norway Grants „Green ICT“-Programm teil, einem Kooperationsprogramm zwischen Estland und Norwegen zur Förderung von nachhaltiger Entwicklung und grüner Technologieinnovation, und nutzte die Fördergelder, um die Entwicklung seiner Ultrakondensatortechnologien fortzusetzen.
Auf dem Ecosummit 2015 in London wurde Skeleton Technologies mit dem Preis für das beste Startup ausgezeichnet. Gemeinsam mit Adgero SARL haben sie 2015 ein auf Superkondensatoren basierendes System zur Rückgewinnung kinetischer Energie für Lastwagen vorgestellt, das den Kraftstoffverbrauch senken soll.

### 2017–2019: Skalierung der Produktion, Erweiterung des Portfolios und Wachstum
Im Jahr 2017 begann Skeleton mit der Ausweitung der Produktion seiner ISO-9001- und -14001-Module in seinem Werk in Großröhrsdorf.
Anfang 2018 erweiterte das Unternehmen sein Produktportfolio und erhielt erste Aufträge von Unternehmen aus der Automobil-, Logistik- und Luftfahrtindustrie.

### 2020–2022: Anhaltende Investitionen und neue Fabrik
Nach einer vierten Finanzierungsrunde im Jahr 2020 hat Skeleton weitere 41,3 Millionen Euro aufgenommen.
Im Jahr 2021 wurde Skeleton Technologies mit dem SET4FUTURE Innovation Award für innovative Produkte für die Bahntechnologie der Zukunft ausgezeichnet. Im gleichen Jahr erhielt das Unternehmen auch die IATF 16949-Zertifizierung, eine internationale Qualitätsnorm für die Automobilbranche.
Im Jahr 2022 kündigte Skeleton die Investition von 220 Millionen Euro an, um in Zusammenarbeit mit Siemens mit dem Bau einer neuen Fabrik in der Nähe von Leipzig zu beginnen. Das Werk wird sich in Markranstädt befinden und ist der zweite Produktionsstandort von Skeleton in Sachsen.

## Branchen und Anwendungen

### Transport
Skeleton produziert Superkondensatoren zur Verbesserung der Kraftstoffeffizienz und zur Unterstützung der Energiespeicherung und -entladung in Elektrofahrzeugen. In Automobilanwendungen können Superkondensatoren parallel zu Batterien geschaltet werden, um sowohl die Energie- als auch die Leistungsdichte zu erhöhen und die Langlebigkeit des Energiespeichersystems zu verbessern.
Neben Autos bietet Skeleton Technologies auch Lösungen für Eisen- und Straßenbahnen, Lastwagen, Busse und schwere Maschinen an.
Das Unternehmen ist Zulieferer für mehrere Straßenbahnhersteller in europäischen Großstädten. Skeleton hat einen Vertrag mit Škoda Electric, einem Hersteller von Elektromotoren für den Schienenverkehr, über die Lieferung von Superkondensatoren für das Mannheimer Straßenbahnnetz. Außerdem hat Skeleton einen umfangreichen Vertrag mit Medcom, einem Hersteller elektrischer Antriebe, über die Lieferung von Superkondensatoren für das Warschauer Straßenbahnnetz abgeschlossen. Für Škoda und Medcom haben die Produkte Energieeinsparungen von bis zu 30 % durch die Rückgewinnung der kinetischen Energie an Bord ermöglicht.
Der polnische Hersteller von elektrischen Schaltanlagen ZPUE und Skeleton Technologies haben eine Absichtserklärung unterzeichnet, wonach Skeleton von 2023 bis 2025 Superkondensatoren für die Speicherung von 200 MW pro Jahr am Bahnsteig liefern wird. Diese Speichersysteme, die sich nicht im Zug selbst, sondern in den Bahnhöfen befinden, fangen die beim Abbremsen des Zuges freiwerdende Energie auf und nutzen sie für die Beschleunigung. Darüber hinaus wird Skeleton zwischen 2023 und 2025 160 MW an Speicherkapazität für Netzstabilitätsanwendungen liefern. Die Zusammenarbeit hat einen kommerziellen Wert von mehr als 30 Millionen Euro.

### Stromnetz
Skeleton bietet Energiespeichersysteme für Windenergieanwendungen an, die dazu beitragen sollen, die Leistung von Windkraftanlagen zu steuern. Als Energiespeichermedium können die Anlagen Strom sofort bereitstellen, um Nachfragespitzen und Stromqualitätsprobleme wie Flicker und Unterbrechungen zu bewältigen.

### Industrie
Skeleton hat verschiedene Lösungen für Kräne und Aufzüge sowie Technologien für die Bereiche Schifffahrt, Medizin sowie Öl und Gas entwickelt.

## Technologie
Die Superkondensatorreihe von Skeleton soll im Vergleich zu anderen Superkondensatorzellen eine bis zu viermal höhere Leistungsdichte bieten. Sie haben eine Lebensdauer von über 1 Million Ladezyklen oder 15+ Jahren und einen nahezu vollständigen Wirkungsgrad bei Temperaturen von −40 bis 65 Grad Celsius.

## Finanzierung
Neben privaten Investoren hat Skeleton Technologies verschiedene Finanzmittel aus öffentlicher Hand erhalten, darunter:
- 2,5 Mio. EUR vom Europäischen Innovationsrat zur Verdoppelung der Kapazität ihrer Graphen-Superkondensatoren[32]
- 15 Mio. EUR als Quasi-Eigenkapitalfinanzierung von der Europäischen Investitionsbank[33][34]
- 51 Millionen Euro vom Bundesministerium für Wirtschaft und Klimaschutz (BMWi) und dem Freistaat Sachsen für die Umsetzung des Entwicklungsplans im Rahmen der Europäischen Innovationsinitiative für Batterien (IPCEI)[35]

Zudem erhielt Skeleton Technologies 108 Millionen Euro von Siemens, der Marubeni Corporation und CBMM für die Ausweitung der Produktion ihrer Batterien und Superkondensatoren.
Insgesamt hat Skeleton Technologies über 300 Millionen Euro an Finanzmitteln erhalten.